# Шиганак (Мойинкумський район)
Шигана́к (каз. Шығанақ) — село у складі Мойинкумського району Жамбильської області Казахстану. Адміністративний центр Чиганацького сільського округу.
У радянські часи село мало статус смт і називалось Чиганак. До 27 червня 2013 року село мало статус селища.
Населення — 1500 осіб (2021; 2402 у 2009, 2312 у 1999, 2286 у 1989).